# NGC 1989
NGC 1989 ist eine elliptische Galaxie vom Hubble-Typ E-S0 im Sternbild Taube am Südsternhimmel. Sie ist schätzungsweise 471 Millionen Lichtjahre von der Milchstraße entfernt und hat einen Durchmesser von etwa 200.000 Lj.
Im selben Himmelsareal befindet sich u. a. die Galaxie NGC 1992.
Das Objekt wurde am 28. Januar 1835 von John Herschel entdeckt.